# جيمس هندرسون هاو
جيمس هندرسون هاو (بالإنجليزية: James Henderson Howe)‏ هو فلاح وضابط شرطة وسياسي بريطاني وأسترالي (وحمل سابقاً جنسية المملكة المتحدة لبريطانيا العظمى وأيرلندا)، ولد في 4 مارس 1839 في المملكة المتحدة، وتوفي في 5 فبراير 1920 في أستراليا. انتخب عضو مجلس النواب جنوب أستراليا من الجمعية عن دائرة Electoral district of Stanley (South Australia) ‏ وقد انضم خلال فترته النيابية (27 أبريل 1881 – 1 أبريل 1884)  للكتلة البرلمانية مستقل وانتخب عضو مجلس جنوب أستراليا التشريعي عن دائرة Northern District (South Australian Legislative Council) ‏ وقد انضم خلال فترته النيابية (22 مايو 1897 – 5 أبريل 1918)  للكتلة البرلمانية Farmers and Producers Political Union ‏ وانتخب عضو مجلس النواب جنوب أستراليا من الجمعية عن دائرة Electoral district of Gladstone (South Australia) ‏ وقد انضم خلال فترته النيابية (2 أبريل 1884 – 24 أبريل 1896)  للكتلة البرلمانية National Defence League (Australia) ‏.